# Садловський Юрій Іванович
Ю́рій Іва́нович Садло́вський (6 травня 1970, Львів — 19 листопада 2018, Львів) — український поет, літературознавець і перекладач. Популяризатор української культури в Латвії й латвійської культури в Україні. Укладач першого українсько-латиського розмовника. Брат поета Романа Садловського.

## Біографія
Юрій Садловський народився у Львові, в сім'ї інженера Івана Садловського (1936—1994) і стоматолога Олександри Садловської (1938). З 1977 року навчався у Львівській середній школі № 44 імені Тараса Шевченка, яку закінчив у 1987-му. У 1987—1988 роках Садловський працював інструктором бюро подорожей та екскурсій Львівської обласної станції юних туристів. З 1988 по 1993 рік студіював на філологічному факультеті Латвійського університету. У 1995—1997 він навчався в магістратурі того ж навчального закладу, а 3 2002 по 2005 рік — у докторантурі. Здобув звання доктора філології, захистивши роботу «Українська поезія наприкінці XIX — на початку XX століття і російський „срібний вік“». З 1988 по 2009 рік мешкав, навчався і працював у Ризі.
У 1992—2003 роках Юрій Садловський був учителем латиської мови, літератури і народознавства в Ризькій українській загальноосвітній школі. З 2004 по 2007 рік викладав латиську мову та літературу в ризькій загальноосвітній школі «Аніньмуйжас». У 2007—2009 працював вчителем латиської мови та літератури в Ризькій класичній ґімназії. У 1999—2009 Садловський — викладач української мови та літератури, латиської мови, теорії перекладу й історії слов'янських літератур на філологічному факультеті Латвійського університету.
З 2010 року він викладає латиську мову на факультеті міжнародних відносин Львівського національного університету імені Івана Франка.
Колишня дружина — Олена Садловська, музикантка. Син — Юліан-Данієль Садловський (1996) — студент Латвійської політехніки.
З 2011 року співпрацював, а в 2016 році Юрко Садловський одружився з Венцек Маріанною (заступник голови правління Центру балтистики з 2011 року), яка є музиканткою, мисткинею бісероплетіння та моделювання українського одягу, співредактор його поетичних збірок.

## Наукова, літературна та громадська діяльність
З 2011 року Юрій Садловський — голова громадського об'єднання «Центр балтистики». У 2003 році вступив до Спілки письменників Латвії, у 2007—2009 роках належав до членів правління Спілки. 2014 року став членом Національної спілки письменників України. У 2010 році вступив до Асоціації українських письменників. З …. року він член Міжнародної асоціації франкознавців. Юрій Садловський — редактор ризького літературного журналу «Стоки» (з …. року) та ризького дитячого часопису «Ляля» (з …. року). Ініціатор, організатор проведення різних міжнародних конференцій, семінарів, літературних заходів у Латвії та Україні. Автор багатьох поетичних збірок — авторських і перекладних, а також укладач першого українсько-латиського розмовника.

## Твори

### Наукові публікації
- Юрій Садловський. Українсько-латиський розмовник. R., Garā pupa, 1996
- Jurijs Sadlovskis. Garākais palindroms pasaulē. — Karogs. R., 1999/7. — lpp.237. — 239.
- Jurijs Sadlovskis. Kāda dzejoļa vēsture jeb Maiks Johansens un Latvija / LU Filoloģijas fakultātes studentu zinātniskās konferences «Aktuāli baltistikas jautājumi» tēzes. R.: LU, 2002. lpp.21.- 22.
- Jurijs Sadlovskis. Mihaila Kocjubinska dzejolis «Mūsu mājiņa» («Наша хатка») kā ukraiņu mentalitātes atspoguļojums / Telpa un laiks literatūrā un mākslā. Māja Eiropas pasaules ainā. 11.laidiens. 2.daļa. — Daugavpils: Saula, 2002. lpp.49.-52.
- Юрій Садловський. Латвійський модернізм хоче товаришувати з українським модернізмом (Майже заклик) \ Тези міжнародної наукової конференції "Сто років літератури: поезія, проза, драма в латиській та українській літературах. Львів. 2003. ст.2.
- Jurijs Sadlovskis. Par futūrismu Ukrainā jeb Ukraiņu futūrisma sākums / Platforma. Latvijas Universitātes filoloģijas, mākslas (teātra un mūzikas) zinātnes un bibliotēkzinātnes doktorantu rakstu krājums. — Rīga: Zinātne, 2003. lpp. 39.-44.
- Jurijs Sadlovskis. Kā Rīga nokļuva ukraiņu futūrismā / LU Filoloģijas fakultātes studentu zinātniskās konferences «Aktuāli baltistikas jautājumi» tēzes. R.: LU, 2003. lpp.24.
- Юрій Садловський. Латвійський модернізм на рандеву з українським модернізмом (Майже заклик) \ Слово і час. Науковий журнал інституту літератури ім. Т. Г. Шевченка НАН України. № 11 (515). — К. 2003. ст. 82-83.
- Jurijs Sadlovskis. Patiesības meklējumi. Mākslas attīstības vispārējas tendences ukraiņu literatūrā 19./20. gs. mijā. Ukraiņu neoklasicisma pieredze / Aktuālas problēmas literatūras zinātnē: Folklora. Ārzemju literatūra. Rakstu krājums, 9. Liepāja: LiePa, 2004. lpp. 222. — 230.
- Jurijs Sadlovskis. Ukraiņu dzeja 19. gs. un 20. gs. mijā un krievu «sudraba laikmets»/ Promocijas darba kopsavilkums filoloģijas doktora grāda iegūšanai literatūrzinātnes nozarē. — R. 2005. 33. lpp. (latviešu, krievu un angļu valodā)
- Jurijs Sadlovskis. Ukrainian Poetry at the Turn of the 19th and the 20th Centuries and Russian «Silver Age».
- Юрій Садловський. Стан та перспективи українського життя у Латвії. \ Тези Першої міжнародної наукової конференції «Діаспора як чинник утвердження держави Україна у міжнародній спільноті». — Львів. 2006. ст. 43 — 44.
- Jurijs Sadlovskis. Восток и Запад. К вопросу об украинском футуризме / Literatūra un kultūra: process, mijiedarbība, problēmas. Debespuses literatūrā un kultūrā. Zinātnisko rakstu krājums XI. Daugavpils Universitāte, 2008. lpp. 85. — 90.
- Садловський Ю. І. Словник футуризму. — Тернопіль: Навчальна книга — Богдан, 2013. — 128 + 8 с. вкл. : іл..
- Jurijs Sadlovskis. Emigrācijas kultūra: ukraiņu kultūras fenomens Latvijā / Literatūra un kultūra: process, mijiedarbība, problēmas. Zinātnisko rakstu krājums V. — Daugavpils: Saule, 2004. lpp.58.-61.
- Юрій Садловський. Латвійський модернізм на рандеву з українським модернізмом (Майже заклик) \ Слово і час. Науковий журнал інституту літератури ім. Т. Г. Шевченка НАН України. № 11 (515). — К. 2003. ст. 82-83.
- Jurijs Sadlovskis. Dračs Latvijā, Latvija Dračā. Intervija ar ukraiņu dzejnieku Ivanu Draču. — Karogs. R., 2000/1.

### Літературні публікації

#### Авторські
- Юрко Садловський. Вірші. — Київ: Вітрила, 1989.
- Юрко Садочок. Вірші. — Львів: Ратуша, 1991, 6-7 травня
- Юрко Садловський. Паліндроми. — Стоки. R., 1994.1.
- Юрко Садловський. Паліндроми. — Український Засів. Харків, 1995. ч. 7. — 9.
- Юрій Садловський. Поки: Вірші. — Привітання життя’ 95: Зб. поезій учасн. конкурсу на здобуття Літературної премії імені Антонича за 1995 р. Львів, 1996. Ст. 100—103.
- Юрій Садловський. Поки: Вірші. — Львів: Фіра-люкс. 1996.
- Jurijs Sadlovskis. Dzejoļi. — Dzejas diena 2001. Almanahs. — R., 2001.lpp. 215.
- Юрко Садловський. Паліндромон. — Четвер № 17. Часопис текстів і візії. Львів, 2003. ст.150
- Jurijs Sadlovskis. Вірші. Dzeja. — Man māli mutē. 2004. gada Dzejas dienu viesautoru dzeja. — Latvijas Rakstnieku savienība. Rīga, 2004. lpp. 65. — 68.
- Юрій Садловський. Природа танцю, або Тактом звідусіль. Віршомазки. Рига — Львів: P.K.S., 2005. — 48 с.
- Jurijs Sadlovskis. Zēns met akmeni. Tēvzeme ir… (Dzeja) / Harmonija. janvāris 2007. gads, Nr.20. lpp. 8.
- Юрко Садочок. З хати та інші вірші. // Біла книга кохання: Антологія української еротичної поезії. — Тернопіль, 2008. ст. 212.
- Jurijs (Jurko) Sadlovskis. mūs visus kaujas laukā salasīs. Dzeja / Kultūras Forums. 2008. gada 18-25. aprīlis. Nr.15 (304)
- Jurijs (Jurko) Sadlovskis. Sapnis un citi dzejoļi / Vējš no Ukrainas. Ukraiņu klasiskās un mūsdienu dzejas antoloģija. [Вітер з України. Антологія української класичної та сучасної поезії]. Sastādītāji Imants Auziņš un Rauls Čilačava. — Rīga, 2009. lpp. 316–317.
- Юрій Садловський. Поставте себе та інші вірші. Любов до Леніна (скайпівська п'єса) // АЗ, два, три… дванадцять — лист у пляшці: Антологія Авторського Зарубіжжя. — Львів, 2010. ст. 237—261.
- Юрій Садловський. Паліндроми // У сузір'ї Рака. Антологія української паліндромії. — Тернопіль, 2011. ст. 263—264.
- Юрко Садловський. Вірші 1996−2014 (вибрані). — Львів: ЛА «Піраміда», 2014. 100 с.

#### Перекладні
- Яніс Балтвілкс. Вірші. / Переклав Ю. Садловський. — Вітрила’ 89. Київ, 1989.
- Яніс Рокпелніс. Вірші. / Переклав Ю. Садловський. — Авжеж, 1990, 5.-6.
- Райніс. Вірші. / З латиської переклав Ю. Садловський. — Ратуша, 1993, 4 березня.
- Кнутс Скуєнієкс. Вірші. / З латиської переклав Ю. Садловський. — Стоки, R., 1994, 1.
- Ґерманіс Марґерс Маєвскіс. Вірші. / З латиської переклав Ю. Садловський. — Стоки, R., 1994, 1.
- Максім Багдановіч. Апокриф. / З білоруської переклав Ю. Садловський. — Стоки, R., 1995, 2.
- Дайнас. / Переклав Ю. Садловський. — Стоки. R., 1995, 2.
- Яніс Балтвілкс. Вірші. / З латиської переклав Ю. Садловський. — Стоки. R., 1995, 2.
- Мікс Валдберґс. Ідучи в гості. / З латиської переклав Ю. Садловський. — Київ, 1996.
- Вічно юна дайна. / З латиської переклав Ю. Садловський // Всесвіт. Журнал іноземної літератури, 8-9. 1997. с. 192.
- Яніс Балтвілкс. Вірші. / З латиської переклав Ю. Садловський // Лялька-Цяця.1. 1997. С. 20-21.
- Дайна. / З латиської переклав Ю. Садловський // Ляля.2. 1998. с. 3
- Jurijs Sadlovskis. Literatūra kā sliecība uz alkoholismu. — Karogs. R., 1999/4.
- Яніс Райніс. Поезії. / З латиської переклав Ю. Садловський. — Стоки. R., 2000. 3.
- Молода поезія Латвії. / Переклав Ю. Садловський. — Стоки. R., 2000. 3.
- Елсберґси. Вірші / Упор., переклад з латиської Ю. Садловського. — Риґа, 2001 р. — 92 ст.
- Lučuks Ivans. Es nogūlos zem vēstures rata… / no ukr. val. atdz. Jurijs Sadlovskis, Ivonna Magone; ar Jāņa Rambas iev. // Literatūra. Māksla. Mēs. — 1998. — 16./23.apr. — 7.lpp.
- Юрій Садловський. Акт. — Незалежний культурологічний часопис «Ї». Число 33\2004 Ґендер. Ерос. Порно. Львів, 2004. ст. 310—311.
- Райніс. Вірші. / З латиської переклав Юрій Садловський. — Книжковий світ, № 2-3’ 2005 (34-35) с. 7-8
- Ґерманіс Марґерс Маєвскіс. Блукання. Поезії / З латиської переклав Юрій Садловський. — Рига — Львів: Літопис, 2008. — 28 с.
- Юрій Садловський. Коли відчинялися двері та інші вірші — 16 Форум видавців у Львові. Четвертий міжнародний літературний фестиваль. Альманах. Львів, 2009. ст. 178—180.
- Інґмара Балоде. Я відчиняю ранок та інші вірші / З латиської переклав Юрій Садловський. — 16 Форум видавців у Львові. Четвертий міжнародний літературний фестиваль. Альманах. Львів, 2009. ст. 18 — 21.
- Кнутс Скуєнієкс. Біля водопілля та інші вірші / З латиської переклав Юрій Садловський. — 16 Форум видавців у Львові. Четвертий міжнародний літературний фестиваль. Альманах. Львів, 2009. ст. 187—189.
- Едвартс Вірза. Страумені. / З латиської переклав Ю. Садловський // Всесвіт. Журнал іноземної літератури. 5-6.’2010. ст.114 — 134 с.
- Інокентій Аннєнскій. Ідеал. / З російської переклав Юрій Садловський // Від А до Б… і трохи далі: Антологія російської поезії XX сторіччя. — Тернопіль, 2011. ст. 5.
- Дайни: Латиські народні пісні / Упорядкував і переклав з латиської Юрій Садловський. — Львів: Видавництво «Астролябія», 2011.
- Кнутс Скуєнієкс. Секунда полоще день та інші вірші. / З латиської переклав Ю. Садловський // Magnus Ducatus Poesis: ribu iveika. — Vilnius, 2011. lpp. 132–142.
- Чакс Александрс. Серце на тротуарі. Поезії у супроводі картин Карліса Падеґса / Переклав з латиської та упорядкував Юрій Садловський. — Львів: Видавництво «Астролябія», 2012.
- Улдіс Берзіньш. Вірші. / З латиської переклав Юрій Садловський. — 19 Форум видавців у Львові. Сьомий міжнародний літературний фестиваль. Альманах. Львів, 2012. ст. 25 — 28.
- Кнутс Скуєнієкс. Мала моя батьківщина./Упорядкував та переклав з латиської мови Юрій Садловський. Видавництво Крок 2016р.
- Маріс Салейс. Мамо я бачив цю пісню./ Упорядкував та переклав з латиської мови Юрій Садловський. Видавництво Крок 2017р.
- Улдіс Берзіньш. Пам'ятник козі./1966-218./ Упорядкував та переклав з латиської мови Юрій Садловський. Видавництво Крок 2018р
- Юріс Хелдс. Потай./1967-2018./ Упорядкував та переклав з латиської мови Юрій Садловський. Видавництво Крок  2018 р.

### Публіцистика
- Jurijs Sadlovskis. Par opozīcijām ukraiņu literatūrā. — Karogs. R., 5/2003. lpp.228.-229.
- Jurijs Sadlovskis. Simts vientulības gadi? — Karogs. R., 6/2003. lpp.224.
- Jurijs Sadlovskis. Dainu atdzejojumi gūst godalgotas vietas — Karogs. R., 7/2003. lpp.227.
- Юрій Садловський. Стан та перспективи українського життя у Латвії \ Діаспора як чинник утвердження держави Україна у міжнародній спільноті. Тези доповідей. Перша міжнародна наукова конференція. 8 −10 березня 2006 р., Львів, Україна. ст. 43 — 44
- Jurijs Sadlovskis. Ivans Franko — «gars, zinātne, doma, brīve»/ Ivans Franko. Dzejas. Вірші. Sastādītājs Dr.philol. Jurijs Sadlovskis. Rīga, 2006. lpp.5.
- Юрій Садловський. До історії одного будинку.
- Юрій Садловський. Корабель пливе: повільно, невпинно, цілеспрямовано і лише вперед, бо нема вороття… З латвійського досвіду боротьби на шляху до незалежності // Газета Всеукраїнського об'єднання «Свобода» — Львів, 2011. ст. 9.
- Юрій Садловський. «Мойсей» і «Йосип та його брати». До теми біблійних мотивів у творчості Франка й Райніса. 155-річчю від народження Івана Франка присвячується…
- Юрій Садловський. Футуризм жив, футуризм живе, футуризм житиме…
- Юрій Садловський. Мова про другу мову…
- Юрій Садловський. У Києва є шанс швидше заговорити українською, аніж заговорить латиською Рига…// Газета Всеукраїнського об'єднання «Свобода», № 133 — Львів, 2012. ст. 6.[недоступне посилання з липня 2019]
- Анастасія Коник. Юрій Садловський. Досвід Латвії українцям варто б вивчати…

## Участь у конференціях та семінарах
- IX Starptautiskais zinātņu seminārs Telpa un laiks literatūrā un mākslā: māja Eiropas pasaules ainā. 2001.g. 5.- 7. aprīlī. Daugavpils Universitāte. Referāts: Jurijs Sadlovskis. Mihaila Kocjubinska dzejolis «Mūsu mājiņa» («Наша хатка») kā ukraiņu mentalitātes atspoguļojums.
- Второй международный семинар Петербург и мир Балтики. 7-9 декабря 2001. Таллиннский педагогический университет. Реферат: Юрий Садловский. Петербург и Рига в судьбе украинского футуриста Михаила Семенко.
- XII Zinātniskie lasījumi. 2002.g. 24 — 25. janvārī. Daugavpils Universitāte. Referāts: Jurijs Sadlovskis. Ukraiņu neoklasiķi un Sudraba laikmeta dzejnieki «tīrā daiļuma» meklējumos.
- Starptautiskā studentu zinātniskā konference Aktuāli baltistikas jautājumi. 2002.g. 14 — 15. novembrī. LU Filoloģijas fakultāte. Referāts: Jurijs Sadlovskis. Kāda dzejoļa vēsture jeb Maiks Johansens un Latvija.
- Konference Emigrācija un kultūra. Starptautiska zinātniska konference. 2002.gada 14.,15. novembrī. Referāts: Jurijs Sadlovskis. Emigrācijas kultūra: ukraiņu fenomens Latvijā.
- Starptautiskā zinātniskā konference Aktuālas problēmas literatūras zinātnē. 2003.g. 28.II- 01.III. Liepājas Pedagoģijas akadēmija. Referāts: Jurijs Sadlovskis. Patiesības meklējumi. Mākslas attīstības vispārējās tendences ukraiņu literatūrā 19./20.gs. mijā.
- Международная конференция молодых филологов. 25 — 26 февраля 2003 года. ЛУ Филологический факультет. Реферат: Юрий Садловский. Две жизни неоклассицизма: украинская и русская.
- Міжнародна наукова конференція Сто років літератури: поезія, проза, театр в українській та латиській літературах. 5 травня 2003 року. Львівське відділення Національної Академії Наук України. Реферат: Юрій Садловський. Латвійський модернізм хоче товаришувати з українським модернізмом.
- Konference Salīdzinošā literatūrzinātne Austrumeiropā un pasaulē. Teorijas un interpretācijas. 2003.gada 17.,18. oktobris. Referāts: Jurijs Sadlovskis. Ivans Franko un Rainis — dvīņubrāļi ? Viena laikmeta diskurss.
- Starptautiskā studentu zinātniskā konference Aktuāli baltistikas jautājumi. 2003.g. 24 — 25. novembrī. LU Filoloģijas fakultāte. Referāts: Jurijs Sadlovskis. Kā Rīga nokļuva ukraiņu futūrismā.
- Міжнародний науково-практичний семінар Літературознавчі процеси на межі 21 століття в Латвії та Україні. 7 травня 2004 року. Київський національний університет імені Тараса Шевченка. Інститут філології. Реферат: Юрій Садловський. Футурист Михайль Семенко у Ризі. Спроба реставрації.
- XVI Zinātniskie lasījumi. 2006.g. 26. — 27. janvārī. Starptautiskā konference. Daugavpils Universitāte. Referāts: Jurijs Sadlovskis. Ukraiņu futūristu polemika ar krieviem.
- Starptautiskā zinātniskā konference Aktuālas problēmas literatūras zinātnē. 2006.g. 02.III- 04.III. Liepājas Pedagoģijas akadēmija. Referāts: Jurijs Sadlovskis. Pilsētas stihija krievu un ukraiņu futūrismā: Severjanins un Semenko.
- XV Міжнародний славістичний колоквіум. Львів, 16 −18 травня 2006 року. Реферат: Юрій Садловський. Сєверянін та Семенко: до питання про російський та український футуризм.
- Міжнародний науковий конгрес Іван Франко: дух, наука, думка, воля. Львів, 27 вересня — 1 жовтня 2006 року. Реферат: Юрій Садловський. Біблійні мотиви у творчості Івана Франка та Райніса («Мойсей» та «Йосип і його брати»)
- Starptautiska zinātniska konference Neredzīgā Indriķa un Jura Alunāna dziesmiņas. Rīga, 12. −14. 10. 2006. Atdzejas problēmām veltīts seminārs, Piedalās: I.Brūvere, A.Ivaska, S.Gaižūns, L.Briedis, M.Salējs, K.Vērdiņš, E.Druņģīte, J.Sadlovskis
- XVII Zinātniskie lasījumi. 2007.g. 25. — 26. janvārī. Starptautiskā konference. Daugavpils Universitāte. Referāts: Юрий Садловский. Восток — Запад. К вопросу об украинском футуризме.
- Starptautiskā zinātniskā konference Aktuālas problēmas literatūras zinātnē. 2007.g. 01.III- 03.III. Liepājas Pedagoģijas akadēmija. Referāts: Jurijs Sadlovskis. Futūrisms un režīms.
- XVIII Zinātniskie lasījumi. 2008.g. 24. — 25. janvārī. Starptautiskā konference. Daugavpils Universitāte. Referāts: Jurijs Sadlovskis. Ivans Franko un Rainis ir Mozus un Jāzeps.
- Н. В. Гоголю — 200: Рецепция имени и творчества писателя в культуре 20-21 вв. Международная научная конференция. Рига, Отделение Славистики ЛУ, 23-24 апреля 2009. Реферат: Ю.Садловский. Путь к современной украинской литературе и Гоголь.
- III Міжнародний конгрес «Діаспора як чинник утвердження держави Україна у міжнародній спільноті: сучасний вимір, проекція в майбутнє» Реферат: Юрій Садловський. Українець поміж Сходом і Заходом: долі поетів у Латвії.
- XXIX Щорічна наукова Франківська конференція «Націософія Івана Франка», 23 жовтня 2015 р. Реферат: Юрій Садловський. До теми біблійних мотивів у творчості Франка й Райніса: «Мойсей» і «Йосип та його брати»

## Смерть
Помер 19 листопада 2018 року у Львові на 48-му році життя.